# De utvalda (TV-serie)
De utvalda är en svensk thrillerserie som hade premiär på SVT Play 17 januari 2020. Första säsongen består av 6 avsnitt. Serien är regisserad av Christian Hallman, Stina Hammar och Liza Minou Morberg. För manus har Leif Alexis och Henrik Lilliér svarat.

## Handling
Serien handlar om 12 tjejer som vaknar upp i en ensligt belägen herrgård. De har ingen aning hur de hamnat där. Tjejerna inser snart att de är inlåsta och inte kan ta sig ut. För att inte dö i det medicinska experimentet som de är utsatta måste de rymma därifrån.

## Rollista (i urval)
| - Frida Gustavsson – Alex - Félice Jankell – Cornelia - Amy Deasismont – Louise - Astrid Morberg – Molly - Loa Ek – Kim | - Tind Soneby – Rita - Isabella Touma Pettersson – Samira - Segal Mohamed – Sherin - Amanda Ooms – Ulrika - Bill Hugg – Hans - Håkan Bengtsson - Polis |